# Boycott Made in China

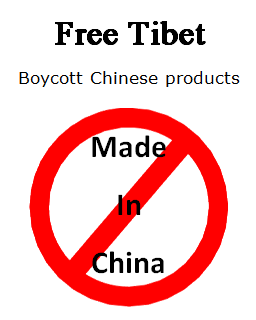
Slogan usado pelo movimento Free Tibet para boicote a produtos chineses.

Boycott Made in China, ou também Boycott Chinese products (do inglês, Boicote produtos chineses), é um slogan utilizado em campanhas da internet que advogam o boicote a produtos oriundos da República Popular da China.
As razões comumente citadas para justificar o boicote são: a baixa qualidade dos produtos; a precariedade dos direitos trabalhistas chineses; os conflitos diplomáticos e territoriais envolvendo a China; o apoio a movimentos separatistas na China (como o Movimento para a independência do Tibete); e a objeção a costumes típicos chineses, tais como o consumo de carne de cachorro e o conhecido Festival de Yulin. Outro motivo mais recente para a divulgação do slogan é a Pandemia de COVID-19, originário de Wuhan, na província chinesa de Hubei.